# Móricgát
Móricgát es un pueblo en el condado de Bács-Kiskun, en la región de la Gran Llanura del Sur del sur de Hungría.

## Geografía
Tiene una superficie de 32,88 kilómetros cuadrados y tiene una población de 400 personas (2024).